# 広徳 (唐)
広徳（こうとく）は中国・唐の代宗の治世で使用された元号。763年7月 - 764年12月。

## 西暦・干支との対照表
| 広徳 | 元年  | 2年   |
| 西暦 | 763年 | 764年 |
| 干支 | 癸卯  | 甲辰  |